# Тјерхова
Тјерхова (слч. Terchová) насељено је мјесто са административним статусом сеоске општине (слч. obec) у округу Жилина, у Жилинском крају, Словачка Република.

## Становништво
| Година:    | 1994. | 2004.   | 2014.   | 2024.   |
| ---------- | ----- | ------- | ------- | ------- |
| Број људи: | 4056  | 4073    | 4038    | 3939    |
| Разлика:   |       | +0,41 % | -0,85 % | -2,45 % |

| Година:    | 2023. | 2024.   |
| ---------- | ----- | ------- |
| Број људи: | 3955  | 3939    |
| Разлика:   |       | -0,40 % |

Према подацима о броју становника из 2024. године насеље је имало 3939 становника.

## Познате особе
- Јозеф Сташо (*1903 – † 1951), СДБ, римокатолички cвештеник, cекретар у Амбасади Светe столицe у Београду.[6]